# Християнський рок
Християнський рок (англ. Christian rock) — різновид рок-музики, присвячений темі християнства. Групи християнського року виконують пісні про Бога, віру і душу.

## Характеристика
Деякі дослідження вказують на те, що більшість традиційних християн неприхильно ставилися до рок-музики, коли вона стала популярною серед молоді у 1950-х роках, хоча музика кантрі та госпел часто впливала на ранню рок-музику. Рок-н-рол відрізнявся від норми, і тому сприймався як загроза.
У 1957 році Елвіс Преслі випустив "християнський" альбом Peace in the Valley.
Наприкінці 60-х років минулого століття у популярній на той час рок-культурі формуються гурти з відверто християнською тематикою. Це дає перший поштовх до утворення нового стилю — християнського року. Слід зазначити, що християнський рок вважається альтернативним роком. Це важливо зазначити, оскільки іноді його приписують до важкого року і тому ставлення до нього є негативним.
Це некоректно через зовсім протилежну тематику пісень. У цьому можна переконатися зі статті про тематику важкого року: «Теми мороку, зла, сили, апокаліптичності — все це елементи фантастичної мови важкого металу для відображення проблем сьогодення. Крім того, у відповідь на гасло „мир і любов“ культури хіпі 1960-х, важкий метал був створений як субкультура, де світло витіснене мороком, а щасливий кінець замінено брутальною реальністю. І хоча прихильники цієї музики стверджують, що морок не є основною ідеєю і посланням стилю, критики все ж звинувачують стиль у прославленні негативних сторін життя…»
Батьками ж християнського року став гурт «Petra», утворений в 1972 році, та Ларрі Норман, пісні якого є своєрідним програмним документом прихильників такої музики. З появою року, через важкість і агресивність звучання, його стереотипно почали вважати сатанинською музикою. Тому Ларрі Норман, прагнувши довести протилежне, пише пісню «Why should the Devil have all the good music?» (Чому вся добра музика має належати дияволу?), яка відразу набуває популярності, і його ідея «християнського року» здобуває прихильників по всьому світі.

## Різновиди жанру «Християнський рок»
- Християнський метал
- Християнський поп
- Церковний рок

## Виконавці християнського року
- Jesus Culture
- Newsboys
- Kutless
- Petra
- Love And Death
- Brainwashed
- Creed
- P.O.D
- Skillet
- Planetshakers
- As I Lay Dying
- Pillar
- Thousand Foot Krutch
- Jeremy Camp
- Disciple
- Delirious?
- Sixpence None the Richer
- Crash Test Dummies
- 12 Stones
- Red
- The Letter Black
- Underoath
- PICK-UP
- Крик душі (гурт)
- People Inside
- Relentless Flood